# 잭슨 (기업)
잭슨(Jackson)은 전기 기타와 전기 베이스 기타를 제조하는 기업으로, 설립자 그로버 잭슨의 이름에서 기원한다. 이 기업은 2002년 펜더에 인수되었으며 미국 캘리포니아주 코로나와 멕시코 엔세나다 시설에서 잭슨 브랜드의 기타들을 제조하고 있다. 저가 모델은 인도네시아와 중국의 하도급 계약을 통해 생산되고 있다.

## 갤러리

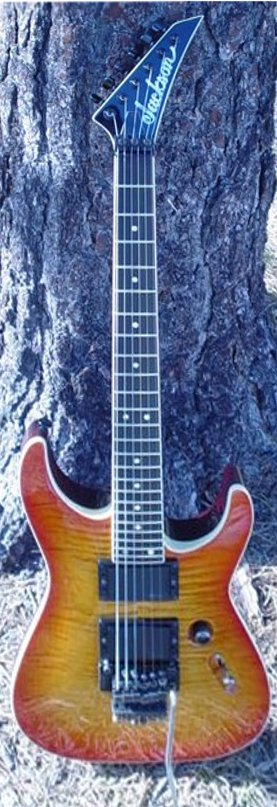
솔로이스트 모델
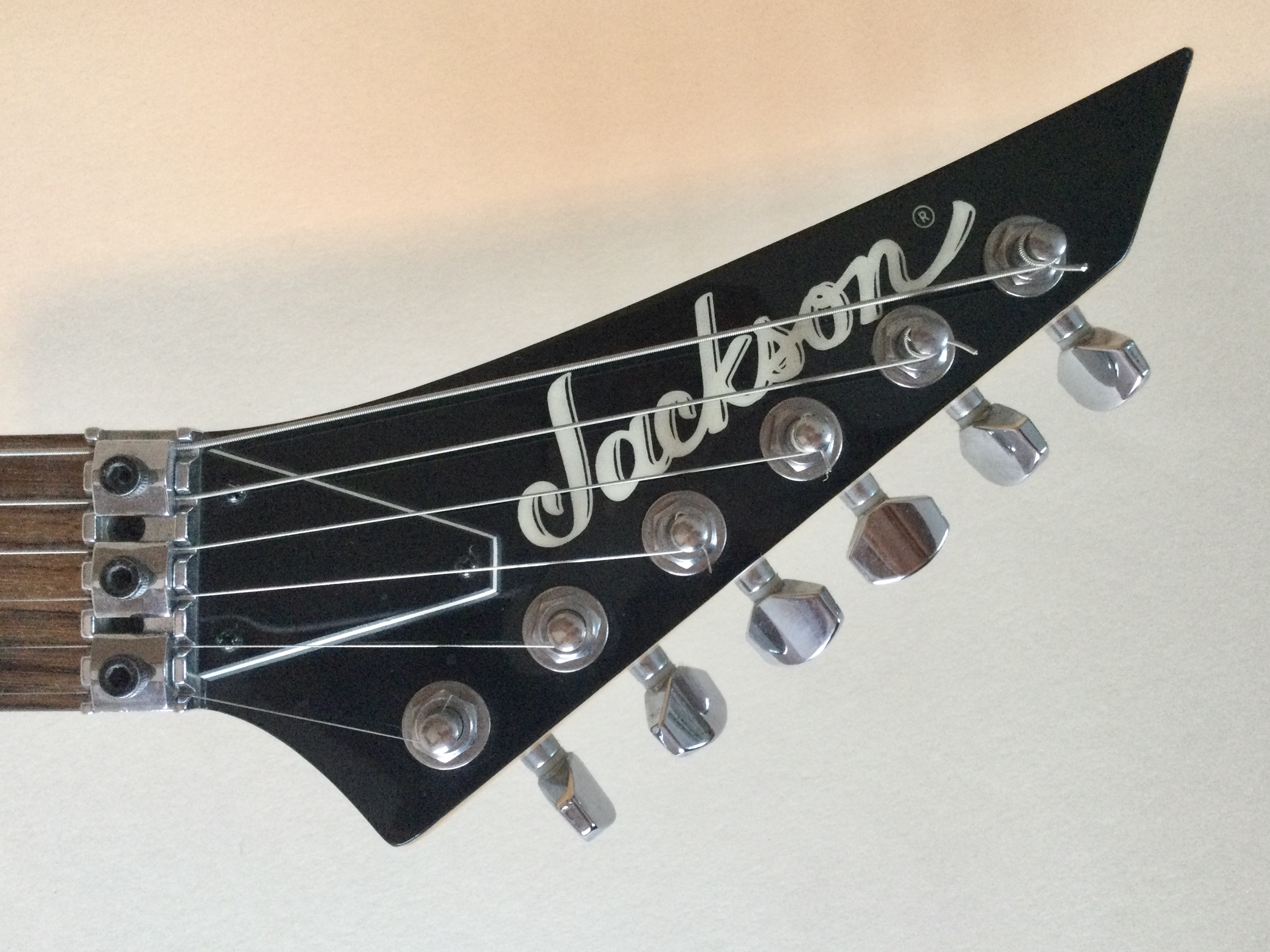
잭슨 기타의 헤드스톡